# Bileaiivka, Vilneansk
Bileaiivka (în ucraineană Біляївка) este un sat în comuna Pavlivske din raionul Vilneansk, regiunea Zaporijjea, Ucraina.

## Demografie
Componența lingvistică a localității Bileaiivka
     Ucraineană (88,06%)
     Rusă (11,67%)
Conform recensământului din 2001, majoritatea populației localității Bileaiivka era vorbitoare de ucraineană (88,06%), existând în minoritate și vorbitori de rusă (11,67%).